# Hôtel Bernard de Rascas
La maison appelée Hôtel Bernard de Rascas, est un bâtiment à Avignon, dans le département de Vaucluse.

## Histoire
L'hôtel est désigné sous le nom de Bernard Rascas qui était le propriétaire d'une maison à cet emplacement au milieu du XIVe siècle. Il était le fondateur de l'hôpital Sainte-Marthe.
La maison a été construite à la fin du XVe ou au début du XVIe siècle. À la fin du XVe siècle, la maison appartient à la famille Galiani, des marchands de toile d'origine italienne qui sont les ancêtres des Galéans de Gadagne, puis aux frères Belli en 1498 et à Nicolas de Ceps en 1548, tous commerçants. En 1568, le nouveau propriétaire, Jean Ferrier dit Benoît, un commerçant, fait construire l'escalier à vis.
La maison appartient au XVIIe siècle à la famille de L'Église qui est originaire d'Asti, en Piémont.

## Protection
L'hôtel est classé au titre des monuments historiques le 16 février 1967.

## Construction
L'hôtel a fait l'objet d'une campagne de restauration en 2005 qui a permis de faire des études dendrochronologiques sur les poutres des planchers. Elles ont montré que plusieurs poutres des planchers datent de la fin du XIVe siècle. Ce sont probablement des poutres de la maison précédente utilisées en remploi. Les autres bois d'œuvre n'ont pu être datés. C'est le style de cette maison qui a permis de la dater. La façade en bois et en plâtre sur la rue des marchands est en encorbellement. Ce type de maison a été interdit par les statuts de 1562 et 1568. Pour construire les planchers, le maître d'œuvre a utilisé la technique de la poutre armée. Cette technique a été décrite dans le livre d'architecture de Leon Battista Alberti, De re aedificatoria paru en 1485 : « Si l’arbre est trop petit pour que tu fasses la poutre entière avec un seul tronc, réunis plusieurs poutres en un seul assemblage de façon qu’elles acquièrent la force d’un arc ».